# Jan Henryk Janczak

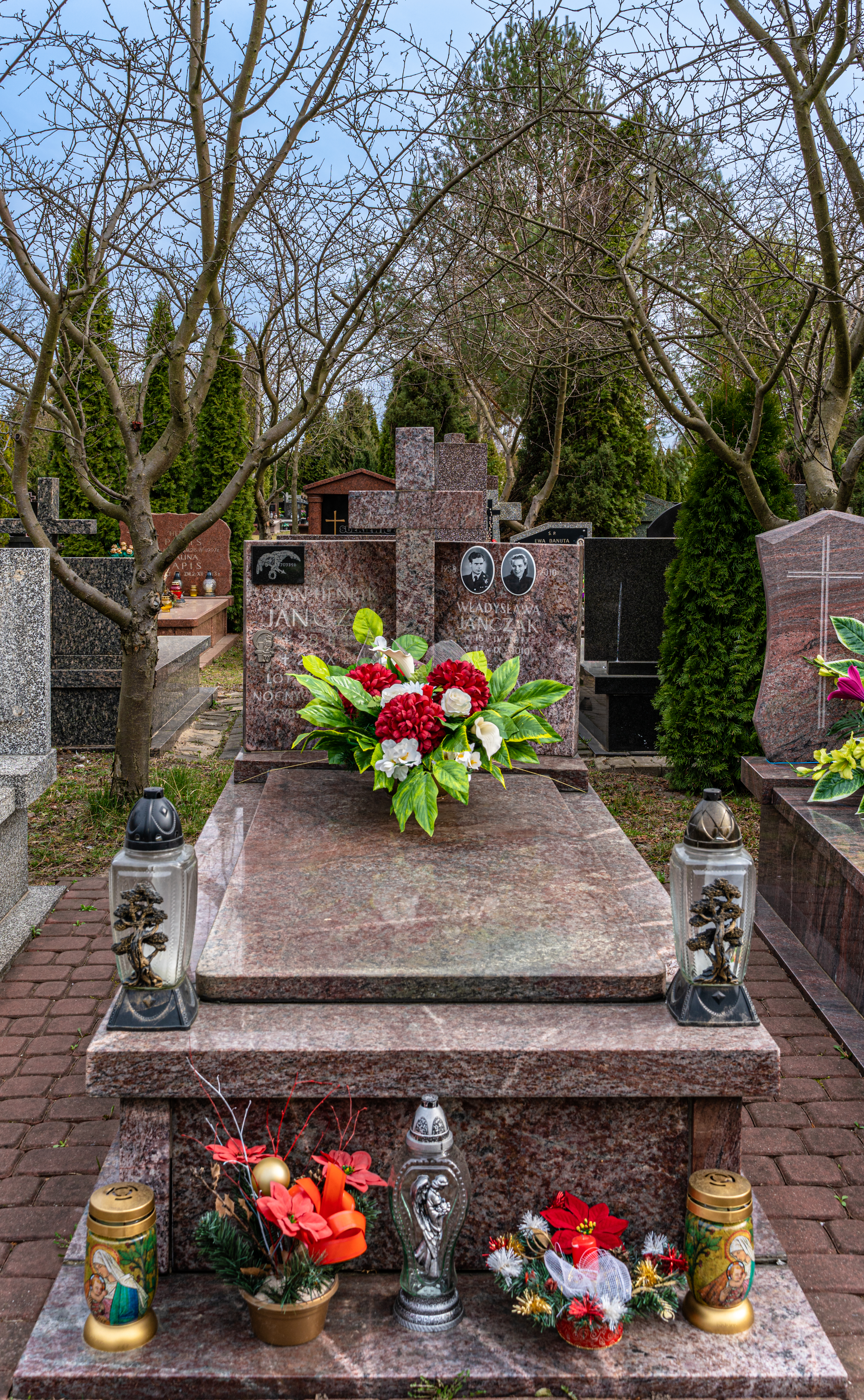
Grób Jana Henryka Janczaka na cmentarzu komunalnym Północnym w Warszawie

Jan Henryk Janczak (ur. 28 lutego 1916 w Warszawie, zm. 29 października 2016 tamże) – polski lotnik, uczestnik walk II wojny światowej, wieloletni pracownik PLL LOT.

## Życiorys
W latach 1937–1939 służył w 1 pułku lotniczym, stacjonującym na warszawskim Okęciu. Podczas kampanii wrześniowej 1939 roku walczył w szeregach Samodzielnej Grupy Operacyjnej „Polesie”, m.in. w bitwie pod Kockiem. W październiku 1939 roku został aresztowany przez NKWD i wywieziony w głąb Związku Radzieckiego. Był więźniem łagrów Workuty, skąd został zwolniony w 1941 roku na mocy postanowień układ Sikorski-Majski. Wstąpił do armii gen. Władysława Andersa, z którą w 1942 roku przedostał się do Iranu, a następnie na zachód Europy. Od lipca 1942 był żołnierzem Polskich Sił Powietrznych w Wielkiej Brytanii. Służył jako plutonowy radiooperator w 307 dywizjonie myśliwskim „Lwowskich Puchaczy” (nr RAF 703396), walcząc m.in. w Operacji „Overlord” a następnie na terenie Francji, Belgii, Holandii oraz Niemiec.
Po zakończeniu wojny, w listopadzie 1946 roku powrócił do Polski. W latach 1947–1977 był pracownikiem Polskich Linii Lotniczych LOT jako radiotelegrafista, kontroler ruchu lotniczego oraz nawigator przyziemiania. Był również zatrudniony w Zarządzie Ruchu Lotniczego i Lotnisk Komunikacyjnych.

W 1992 roku był jednym z założycieli Stowarzyszenia Lotników Polskich. Zagrał epizodyczne role kontrolera ruchu lotniczego w filmach: „Dwaj panowie N” (1961) oraz „Przerwany lot” (1964). Wydał również trzy książki ze wspomnieniami: Podcięte skrzydła (1976), Przez śniegi Kołtubanki i piaski Kermine (1991) oraz Halo, tu Okęcie wieża! (2008).

Po śmierci został pochowany na cmentarzu komunalnym Północnym w Warszawie.

## Ordery i odznaczenia
- Krzyż Oficerski Orderu Odrodzenia Polski
- Krzyż Kawalerski Orderu Odrodzenia Polski
- Krzyż Walecznych
- Medal Lotniczy dwukrotnie[1]
- Medal „Pro Patria”[2]
- Legia Honorowa (2014)
- Złota Odznaka Honorowa za Zasługi dla Związku Sybiraków (2016)[3]
- nagroda „Błękitne Skrzydła” (2010)[4].